# Geráni (Kreta)
Geráni är en ort i Grekland.   Den ligger i prefekturen Nomós Rethýmnis och regionen Kreta, i den sydöstra delen av landet, 300 km söder om huvudstaden Aten. Geráni ligger 97 meter över havet och antalet invånare är 804.
Terrängen runt Geráni är huvudsakligen kuperad, men åt nordost är den platt. Havet är nära Geráni norrut. Runt Geráni är det ganska tätbefolkat, med 104 invånare per kvadratkilometer. Närmaste större samhälle är Rethymnon, 6,9 km öster om Geráni. 